# Johann Friedrich Meckel

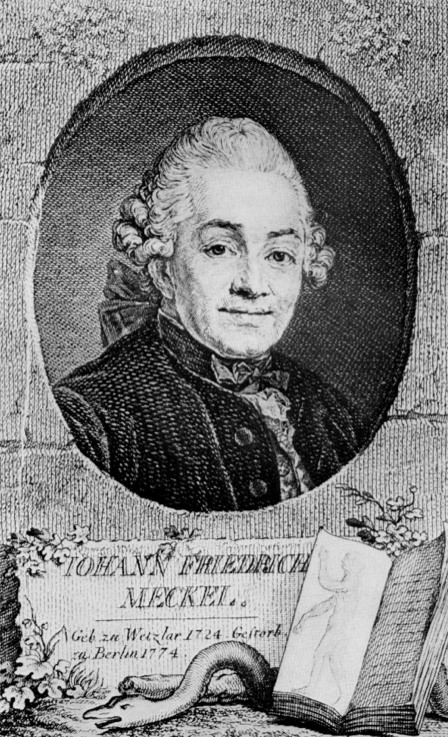
Johann Friedrich Meckel (der Ältere), um 1750

Johann Friedrich Meckel, auch der Ältere sowie Johann Friedrich Meckel von Hemsbach (* 31. Juli 1724 in Wetzlar; † 18. September 1774 in Berlin), war ein deutscher Anatom.

## Leben

### Familie
Meckel war der Begründer einer Dynastie von Anatomen, die über vier Generationen Lehrstühle für Anatomie innehatte. Die Familie schuf ein umfassendes anatomisches Werk und begründete die Meckelsche Sammlung.
Er war der Sohn des Juristen Philipp Ludwig Meckel (1693–1764), Prokurator am Reichskammergericht in Wetzlar und Rat und Geheimsekretär des Fürsten von Nassau-Idstein, und dessen Frau Maria Magdalena Moeller (* 1695). Sein Großvater mütterlicherseits war der Arzt Georg Christoph Möller, der Lorenz Heisters akademischer Lehrer und Medizinprofessor in Gießen war.
Johann Friedrich Meckel war ab 1750 mit Charlotte Louise Kamman (1724–1797) verheiratet, aus der Ehe gingen zwei Söhne und fünf Töchter hervor, darunter der Anatom und Chirurg Philipp Friedrich Theodor Meckel (1755–1803). Aus dessen Ehe mit Johanna Lauer (1762–1782) entstammte der Anatom Johann Friedrich Meckel der Jüngere (1781–1833), aus der Ehe mit Katharina Jetzke (1758–1826) der Anatom und Rechtsmediziner Albrecht Meckel (1790–1829). Dessen Sohn war Johann Heinrich Meckel (1821–1856).

### Akademische Laufbahn
Johann Friedrich Meckel nahm ein Studium der Rechtswissenschaften in Göttingen auf, wechselte aber zur Medizin. Zu seinen Lehrern gehörte Albrecht von Haller, welcher die Ausbildung des jungen Meckel in Anatomie und Botanik förderte. Von 1743 bis 1745 hielt sich Meckel auf Wunsch seines Vaters in Berlin bei August Buddeus (1696–1753) auf, wo er anatomische Kurse belegte und Prosektor wurde. Anschließend kehrte er nach Göttingen zurück. Dort wurde er 1748 mit der Schrift Tractatus anatomico-physiologicus de quinto pare nervorum cerebri promoviert. Im gleichen Jahr ließ Johann Friedrich Meckel sich in Berlin als praktischer Arzt nieder. 
Nachdem von Haller abgelehnt hatte, Mitglied der Königlich-Preußischen Akademie der Wissenschaften werden, nahm Meckel – erst 25 Jahre alt – 1749 dessen Platz in der Akademie ein. Im folgenden Jahr wurde Meckel als Nachfolger Johann Friedrich Cassebohms auf den zweiten Lehrstuhl für Anatomie des Berliner Collegium medico-chirurgicum berufen. Das dortige Anatomische Theater bot durch einen staatlich geregelten Nachschub menschlicher Leichen gute Bedingungen für anatomische Studien. 
Nach dem Tod seines Förderers und Mentors Buddeus 1752 wurde Meckel im darauffolgenden Jahr dessen Nachfolger auf dem ersten Lehrstuhl für Anatomie, weiterhin besetzte er die Lehrstühle für Botanik und Geburtshilfe. 1769 intensivierten er und der Professor für Chirurgie Simon Pallas ihre Zusammenarbeit, allerdings starb Pallas bereits 1770. Bis zu seinem Lebensende war er zudem in ärztlicher Praxis tätig. An Tuberkulose erkrankt, trat Meckel 1773 von seinen Ämtern am Collegium medico-chirurgicum zurück. Auf ihn folgte der Anatom Johann Gottlieb Walter.
Johann Friedrich Meckel starb 1774 im Alter von 50 Jahren in Berlin. Er wurde auf dem Kirchhof an der Dorotheenstädtischen Kirche beigesetzt. Sein womöglich von dem Bildhauer Wilhelm Christian Meyer geschaffenes, künstlerisch bemerkenswertes Grabdenkmal aus Sandstein zeigte eine trauernde weibliche Figur, welche die Inschrifttafel in Händen hielt. Es wurde beim Neubau der Kirche 1861–1863 an der südlichen Außenmauer der Kirche eingemauert. Das Grabdenkmal ging spätestens bei der Einebnung von Kirche und Kirchhof im Jahr 1965 verloren.

### Wirken
Am Berliner Anatomischen Theater setzte Meckel die Reformen seines Vorgängers Buddeus fort. Dieser hatte einerseits einen regelmäßigen praktischen Anatomieunterricht, als auch gelegentliche öffentliche Schauvorlesungen eingeführt. Unter Meckel wurden diese Demonstrationen regelmäßig durchgeführt.
Ein besonderes Interesse Meckels galt der Neuroanatomie. Er beschrieb den kompletten Verlauf des Nervus trigeminus, den Ursprung der Chorda tympani, das Ganglion submandibulare und die als Cavum Meckeli bezeichnete Duraduplikatur des Ganglion trigeminale. Das von ihm entdeckte Ganglion pterygopalatinum wurde später auch als Ganglion Meckeli bezeichnet. Weitere neuroanatomische Arbeiten Meckels betrafen den Nervus facialis.
Der Anatom fertigte zahlreiche anatomische Präparate an, darunter Korrosionspräparate und Wachs-Injektionspräparate. Die Präparate gingen vor allem in die spätere Meckelsche Sammlung seines Sohnes Philipp Friedrich Theodor Meckel und seines Enkels Johann Friedrich Meckel (der Jüngere) über, teilweise auch in die „Waltersche Sammlung“ seines Nachfolgers Johann Gottlieb Walter.
Johann Friedrich Meckel war Mitglied der Académie des sciences, der Akademie der Wissenschaften zu Göttingen, der Königlich Schwedischen Akademie der Wissenschaften und der Königlich-Preußischen Akademie der Wissenschaften.

## Schriften (Auswahl)
- Tractatus anatomico physiologicus de quinto pare nervorum cerebri. Vandenhoeck, Göttingen 1748. (Digitalisat)
- Nova experimenta et observationes de finibus venarum ac vasorum lymphaticorum in ductus visceraque excretoria corporis humani, eiusdemque structurae utilitate. Nicolai, Berlin 1772. (Digitalisat)
- Opvscvla Anatomica De Vasis Lymphaticis. Dissertatio Epistolaris De Vasis Lymphaticis. Berolini, Stralsund 1772. (Digitalisat)